# Sans cœur (chanson)
 (juillet 2024).
La mise en forme du texte ne suit pas les recommandations de Wikipédia : il faut le « wikifier ».
Les points d'amélioration suivants sont les cas les plus fréquents :
- Les titres sont pré-formatés par le logiciel. Ils ne sont ni en capitales, ni en gras.
- Le texte ne doit pas être écrit en capitales (les noms de famille non plus), ni en gras, ni en italique, ni en « petit »…
- Le gras n'est utilisé que pour surligner le titre de l'article dans l'introduction, une seule fois.
- L'italique est rarement utilisé : mots en langue étrangère, titres d'œuvres, noms de bateaux, etc.
- Les citations ne sont pas en italique mais en corps de texte normal. Elles sont entourées par des guillemets français : « et ».
- Les listes à puces sont à éviter, des paragraphes rédigés étant largement préférés. Les tableaux sont à réserver à la présentation de données structurées (résultats, etc.).
- Les appels de note de bas de page (petits chiffres en exposant, introduits par l'outil «  Source ») sont à placer entre la fin de phrase et le point final[comme ça].
- Les liens internes (vers d'autres articles de Wikipédia) sont à choisir avec parcimonie. Créez des liens vers des articles approfondissant le sujet. Les termes génériques sans rapport avec le sujet sont à éviter, ainsi que les répétitions de liens vers un même terme.
- Les liens externes sont à placer uniquement dans une section « Liens externes », à la fin de l'article. Ces liens sont à choisir avec parcimonie suivant les règles définies. Si un lien sert de source à l'article, son insertion dans le texte est à faire par les notes de bas de page.
- La présentation des références doit suivre les conventions bibliographiques. Il est recommandé d'utiliser les modèles {{Ouvrage}}, {{Chapitre}}, {{Article}}, {{Lien web}} et/ou {{Bibliographie}}. Le mode d'édition visuel peut mettre en forme automatiquement les références.
- Insérer une infobox (cadre d'informations à droite) n'est pas obligatoire pour parachever la mise en page.

Pour une aide détaillée, merci de consulter Aide:Wikification.
Si vous pensez que ces points ont été résolus, vous pouvez retirer ce bandeau et améliorer la mise en forme d'un autre article.
Pour les articles homonymes, voir Sans cœur.
Singles de Shay
Commando
(2023) Santa Fe (Bad Gyal)
(2024)
Sans cœur est le troisième single du troisième album de la rappeuse belge Shay intitulé Pourvu qu'il pleuve. Le single est sorti le 10 novembre 2023 et en featuring avec le rappeur Niska, et s'est classé 5e du classement du SNEP en France.
Il est certifié single de platine en Franceavant d'atteindre le single de  Diamant en avril 2025.

## Le clip
La vidéo est réalisée par le Français Guillaume Doubet. On y voit les artistes très proches, avec de la sensualité, dans une boite de nuit. C'est la suite de leur premier featuring Liquide[pas clair] sorti en 2019 sous l'album Antidote.

## Classement par pays[4]
| Classement (2023)                       | Meilleure position |
| --------------------------------------- | ------------------ |
| Belgique (Wallonie Ultratop 50 Singles) | 42                 |
| France (SNEP)                           | 5                  |
| Suisse                                  | 65                 |

## Certification
| Pays   | Organisme | Certification | Stream       |
| ------ | --------- | ------------- | ------------ |
| France | SNEP      | Diamant       | + 50 000 000 |